# Тонкопалые квакши
Тонкопалые квакши (лат. Aplastodiscus) — род бесхвостых земноводных из семейства квакш, обитающих на юге Бразилии и в Аргентине.

## Классификация
На январь 2023 года в род включают 16 видов:
- Aplastodiscus albofrenatus (A. Lutz, 1924) — Прозрачнолапая квакша
- Aplastodiscus albosignatus (A. Lutz & B. Lutz, 1938) — Зеленобрюхая квакша
- Aplastodiscus arildae (Cruz & Peixoto, 1987)
- Aplastodiscus callipygius (Cruz & Peixoto, 1985)
- Aplastodiscus cavicola (Cruz & Peixoto, 1985)
- Aplastodiscus cochranae (Mertens, 1952)
- Aplastodiscus ehrhardti (Müller, 1924)
- Aplastodiscus eugenioi (Carvalho e Silva & de Carvalho e Silva, 2005)
- Aplastodiscus flumineus (Cruz & Peixoto, 1985)
- Aplastodiscus ibirapitanga (Cruz, Pimenta & Silvano, 2003)
- Aplastodiscus leucopygius (Cruz & Peixoto, 1985)
- Aplastodiscus lutzorum Berneck, Giaretta, Brandão, Cruz, and Haddad, 2017
- Aplastodiscus musicus (B. Lutz, 1948) — Музыкальная квакша
- Aplastodiscus perviridis A. Lutz In B. Lutz, 1950 — Тонкопалая квакша
- Aplastodiscus sibilatus (Cruz, Pimenta & Silvano, 2003)
- Aplastodiscus weygoldti (Cruz & Peixoto, 1987)

## Галерея

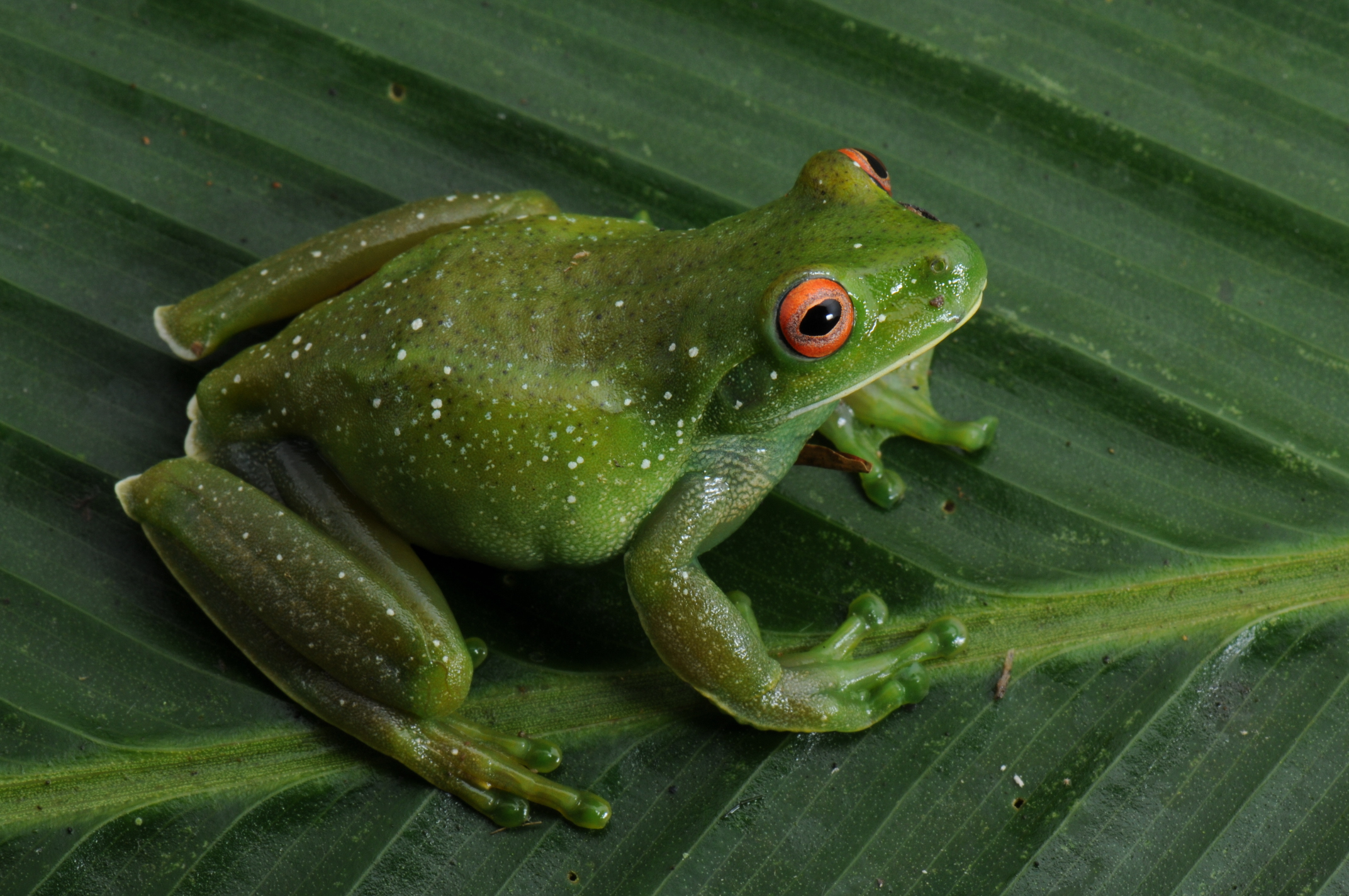
Aplastodiscus leucopygius
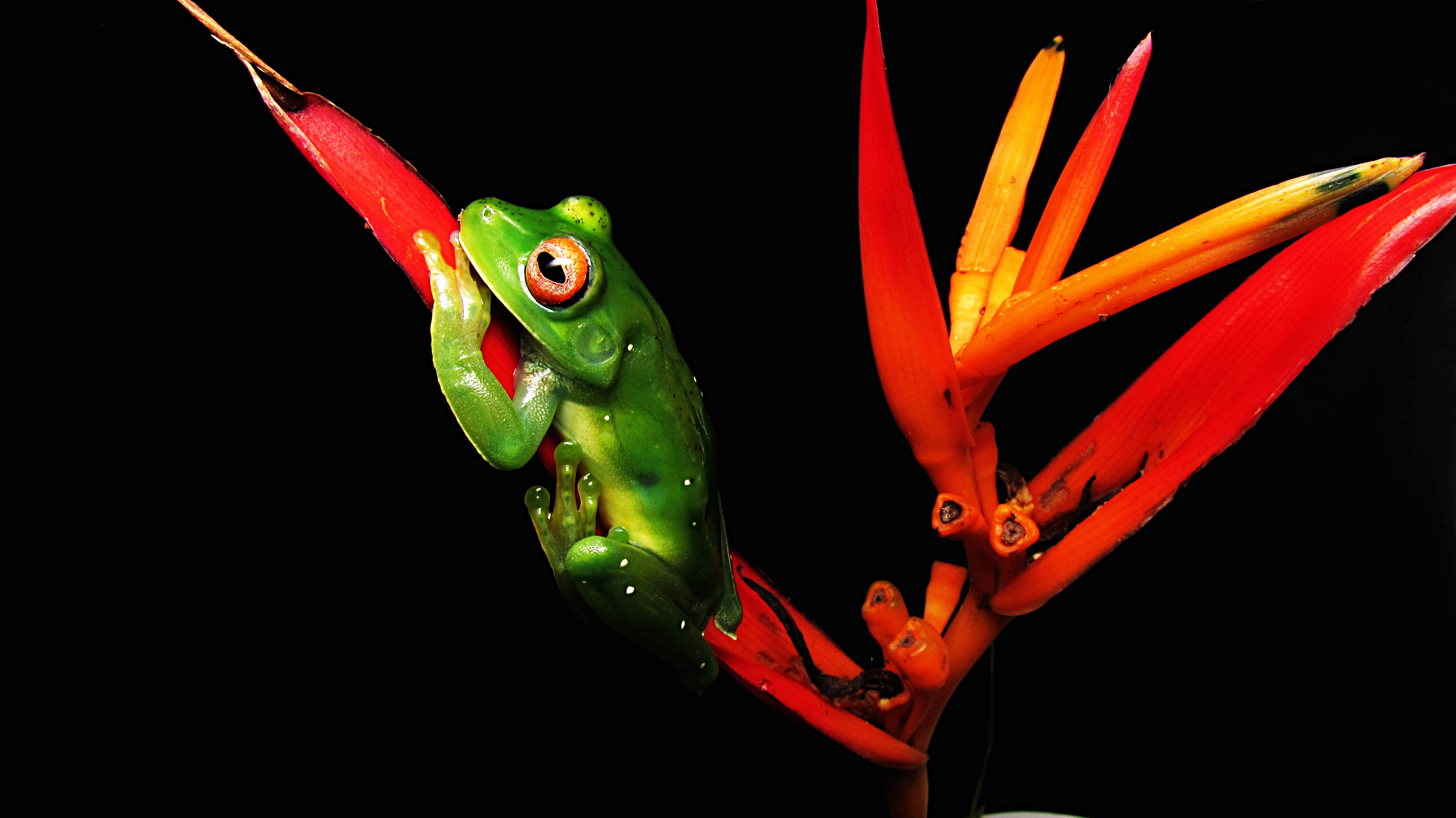
Aplastodiscus cavicola
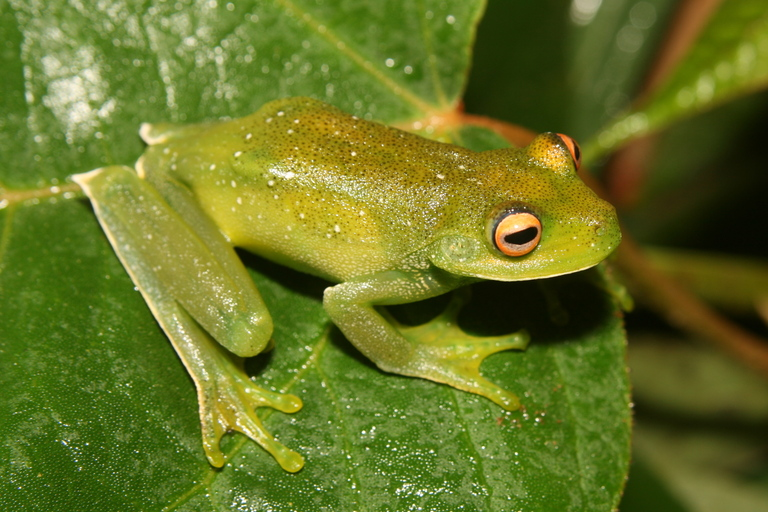
Aplastodiscus callipygius